# Nebrioporus tellinii
Nebrioporus tellinii är en skalbaggsart som först beskrevs av Régimbart 1904.  Nebrioporus tellinii ingår i släktet Nebrioporus och familjen dykare. Inga underarter finns listade i Catalogue of Life.